# Flemming Vögg
Flemming Vögg (12. september 1914 – 21. februar 1991) var en dansk fægter. Han deltog i holdfleuret ved Sommer-OL 1948.

## References
1. ↑  "Flemming Vögg Olympic Results". sports-reference.com. Arkiveret fra originalen 30. januar 2012. Hentet 2010-06-13.